# Аврен (област Кърджали)
Вижте пояснителната страница за други значения на Аврен.
Аврен е село в Южна България. То се намира в община Крумовград, област Кърджали.

## География
Село Аврен се намира в планински район, в северните разклонения на рида Мъгленик, част от Родопите. Разположено е на около 4 км от държавната граница с Гърция. На 6-7 километра източно от селото се намира Черничево, а на около 4 километра в западна посока Девесилово.
Село Аврен се намира на 20 км от гр. Крумовград (наричан още Кошу-Кавак от местното туркоезично население). На територията на селището се намират реките – Осогово и Ряката – както и в миналото, така и днес те са с голямо стопанско значение за местните жители. Други две реки намиращи се на изток и запад са съответно: на изток река Малка Ряка, която дели Аврен от земите на селата Черничево и Благун, а на запад река Мъгленишка (известна е и с имената като Мутрюва ряка, Воденицата и др.)
Почти в центъра на селището се издига хълмът, на който се намират старите гробища на християните от днешното село. Като се изключат върховете край границата, това е най-високата точка в района.
Аврен е разположен на 550 метра надморска височина, климатът е преходно-средизимноморски. Почвите на землището са канелено-горски, каменисти и на места глинено-каменисти. В селото има много извори и потоци, в които почти през цялата година има вода.
На няколко километра югозападно от селото има находище на азбест, което преди 1948 година се използва за промишлен добив.
Най-разпространеното дърво в района и с най-голямо стопанско значение е дъбът. Той е бил и е използван като основен строителен материал и за отопление.
От иглолистните видове най-разпространени са хвойната и борът. От плодните дървета отлично вирее сливата, черешата, орехът, дрянът, смокинята и др. Най-срещаните животински видове са вълкът лисицата, дивата свиня, сърната, таралежът, и така застрашените в последно време от изчезване костенурки.

## История
Най-старите местни жители, които са установени, са траките. В района на селото има материални следи от античната тракийска цивилизация. Открити са две могили – едната е в местността Тумбата, а другата е край старото християнско гробище. Те са разкопани и ограбени.
През Средновековието в Южните Родопи населението е било българско и християнско. По устно предание е известно, че старото българско име на село Аврен е Бели пран.
Първото известно споменаване на селото в османски документи е от 1687 година. В османската епоха селото е било е разорено и след това издигнато отново в близост до останките от старото поселище. Населението е българско по произход и език, но принадлежи към две вероизповедания – християнство и ислям.
В края на 19 век селото има около 240 къщи помашки. Според Берлинския договор от 1878 година селото остава под османска власт, като през следващите години българската община се бори срещу гръцкото влияние и за изграждане на екзархистка църква. В 1889 година жителите на селото, ръководени от Георги Стоянов, се включват в борбата за църковна независимост на българите – християни в Ивайловградския край, заедно със съседите си от село Дутли. В началото на 20 век авренци и черничевци изграждат тайни комитети на ВМОРО и служат като куриери на освободителната организация – деяние, което съвременникът и по-късно историк на тези събития Христо Караманджуков оценява като пример за голяма смелост, защото двете български села били обкръжени от плътна мюсюлманска маса. В местния комитет на ВМОРО влизат Георги Кантарджиев, Димо Караджов, Манол Миндев, Гиню Вълчев Капасъзов, селският чорбаджия Никола Вълчев Хаджиолу и други, както и учителите Ангел Попкиров от Малък Дервент и Петко Тонев Терзиев от Чадърли.
Според Любомир Милетич към 1912 година населението на село Аврен (Авренъ) се състои от българи и помаци.
Село Аврен е завзето от български войски в началото на Балканската война през есента на 1912 година, но през следващото лято отново попада под османски контрол. През 1913 г., когато е извършено известното разорение на тракийските българи, описано от акад. Любомир Милетич в „Разорението на тракийските българи“, някои от жителите – мюсюлмани на Аврен участват в избиването на християни. Характерното, което споменава изследователят на местната история д-р Ламбо Колев, е, че тези доброволно включили се в башибозука местни жители са избивали повече хора в съседното Черничево, отколкото в собственото си село. След края на Междусъюзническата война Аврен остава в границите на България.

## Население
Преброяване на населението през 2011 г.
Численост и дял на етническите групи според преброяването на населението през 2011 г.:
|                     | Численост | Дял (в %) |
| Общо                | 385       | 100,00    |
| Българи             | 166       | 43,11     |
| Турци               | 0         | 0,00      |
| Цигани              | 0         | 0,00      |
| Други               | 11        | 2,85      |
| Не се самоопределят | 12        | 3,11      |
| Неотговорили        | 196       | 50,90     |

## Културни и природни забележителности
Църквата „Св. Николай Чудотворец“, построена по инициатива на отец Боян Саръев и осветена на 20 септември 2008 г.
Други забележителности на село Аврен са: параклисът, построен на мястото на разрушената църква в м. Селището; старата църква „Св. Илия“, построена през 1870 г. – при нея е и най-старото училище. Част от църквата – мраморна плоча, която е била вградена над входа ѝ – се намира днес в музейната сбирка в гр. Крумовград. В селото има Паметник на избитите от башибозука по време на Балканската война (1912-1913) 42 жени и деца от с. Манастир, Гюмюрджинско. Читалището „Народни Будители“ също представлява културно наследство за местните жители. Основано през 1925 г., то развива дейността си. Днешното ОУ „Михаил Христов“, с директор г-жа Анка Бодурова, е наследник на първото основно училище открито в селото през 1896 г.

## Редовни събития
Всяка година в последната седмица на месец септември се провежда традиционен селски събор. Събират се хора от целия регион.

## Личности
- Д-р Ламбо Станков Колев (1919 – 2016), родом от с. Аврен, автор на селищната монография „Аврен“, която проследява историята и развитието селото от древността до 80-те години на 20 век.